# Olav Bjaaland

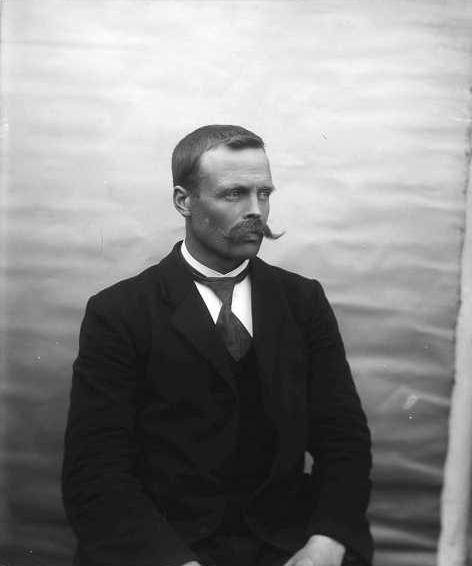
Olav Bjaaaland 1910.

Olav Bjaaland, född 1873 i Kviteseid, död 1961, var en norsk polarfarare och skidåkare. Han vann Nordisk kombination klass B 1894, Nordisk kombination i Holmenkollspelen 1902 (kongepokal) och tilldelades Holmenkollmedaljen 1912. Bjaaland deltog i Roald Amundsens sydpolsexpedition 1910–1912 och var med i den grupp som nådde sydpolen tillsammans med Amundsen, Helmer Hanssen, Oscar Wisting och Sverre Hassel. Från 1959 tilldelades Olav Bjaaland en stalig hederslön.